# Chloe Smith
Chloe Rebecca Smith (Ashford, 17 maggio 1982) è una politica inglese.
Ha ricoperto la carica di Segretario di Stato per il lavoro e le pensioni da settembre a ottobre 2022. In precedenza ha ricoperto l'incarico di Sottosegretaria di Stato presso il Ministero per le persone disabili, la sanità e il lavoro tra il 2021 e il 2022. Smith è membro del Partito Conservatore ed è stata eletta Membro del Parlamento del Regno Unito per il collegio di Norwich North dal 2009 al 2024.
È stata eletta durante le elezioni suppletive del 23 luglio 2009, tenutesi in seguito alle dimissioni del Parlamentare laburista Ian Gibson, in conseguenza allo scandalo sulle spese del Parlamento del Regno Unito.
Smith ha ricoperto diversi incarichi ministeriali secondari durante i mandati di David Cameron, Theresa May e Boris Johnson. In particolare, ha ricoperto l'incarico di Segretaria parlamentare per le riforme politiche e costituzionali durante il governo Cameron I (2012-2013); Segretaria parlamentare per la Costituzione durante il governo May II, Johnson I e Johnson II (2018-2020). In seguito nel febbraio 2020 Smith è stata promossa a Ministro aggiunto per la Costituzione e il decentramento durante il governo Johnson II. Nel settembre 2021, Smith è stata nominata Sottosegretaria di Stato presso il Dipartimento per il lavoro e le pensioni.
In seguito alle dimissioni di Boris Johnson annunciate nel luglio 2022, Smith ha supportato la candidatura di Liz Truss per la leadership del Partito Conservatore. In seguito alla nomina di Truss come Primo ministro del Regno Unito, il 6 settembre 2022 è stata nominata Sottosegretaria di Stato per il lavoro e le pensioni, carica che ha ricoperto fino al 25 ottobre 2022.
Il 22 novembre 2022, ha annunciato la propria intenzione di non ricandidarsi per le successive elezioni parlamentari.

## Biografia e carriera personale
Chloe Smith è nata ad Ashford, nel Kent. All'età di tre anni, la sua famiglia si trasferì a Stoke Ferry, nella contea di Norfolk. Cresciuta a Stoke Ferry, ha frequentato gli istituti comprensivi di Swaffham e Methwold.
Dopo un anno sabbatico, durante il quale ha lavorato per l'ex-Segretario conservatore per l'Educazione, Gillian Shephard, si è iscritta presso l'Università di York per conseguire la laurea in letteratura inglese. In seguito ha anche lavorato presso l'ufficio del politico conservatore Bernard Jenkin.
È stata consulente di direzione presso l'azienda di consulenze Deloitte. Ha lavorato anche nel campo della consulenza all'imprenditoria privata, agli enti governativi e a quelli pubblici.
Nel 2007, è stata scelta come candidata per il Partito Conservatore nel collegio di Norwich North per le elezioni generali del 2010. Di conseguenza si è congedata dal proprio lavoro e ha iniziato a lavorare per l'Ufficio centrale del Partito Conservatore.

## Carriera politica
In seguito alle dimissioni del Parlamentare laburista Ian Gibson (per via di uno scandalo concernente le dichiarazioni di spesa dei Parlamentari sorto nel 2009), Chloe Smith è stata individuata come candidata sostituta per il Partito Conservatore, ottenendo successivamente il seggio per la contea di Norfolk e divenendo la più giovane parlamentare presso la Camera dei Comuni. Di conseguenza le fu assegnato il titolo ufficioso di "Baby of the House", essendo allora la più giovane deputata all'interno della Camera dei Comuni.
Dal 14 ottobre 2011 al 4 settembre 2012, ha ricoperto il ruolo di Segretario per gli affari economici al Tesoro, prendendo il posto di Justine Greening (nominata Ministro dei trasporti del Regno Unito). Secondo il giornale The Guardian, Smith venne nominata solamente poiché l'allora Primo Ministro David Cameron ritenne erroneamente che lei fosse una "commercialista formata".
Il 26 giugno 2012, è apparsa al programma di attualità Newsnight sul canale nazionale BBC Two ed è stata intervistata circa la decisione del Cancelliere dello Scacchiere George Osborne di rimandare i piani per l'aumento delle tasse sugli idrocarburi. Durante l'intervista espresse dure critiche nei confronti di Osborne, sostenendo che la sua decisione avrebbe comportato un costo di 550 milioni di sterline che sarebbe stato coperto da tagli alla spesa pubblica. Durante l'intervista, il giornalista Jeremy Paxman ha messo in dubbio l'apparente cambiamento delle opinioni di Smith circa la tassa sui carburanti. L'intervista generò un dibattito, venendo descritto come un episodio nel quale Smith è stata attaccata e umiliata. Alcuni politici, come John Prescott e Nadine Dorries, hanno messo in dubbio la scelta di Osborne di inviare un giovane Segretario in un programma televisivo.
Nel settembre 2012, Smith è stata nominata Sottosegretaria di Stato parlamentare presso l'Ufficio di Gabinetto.
Nell'agosto 2013, venne criticata per aver bloccato l'identificazione dei funzionari pubblici e degli enti del settore pubblico responsabili per la spesa di 77 milioni di sterline in voli prenotati tramite il Servizio per gli appalti pubblici del Regno Unito. Nell'ottobre 2013 annunciò le proprie dimissioni dalla carica presso l'Ufficio di Gabinetto per "concentrarsi sull'aspetto più importante del mio lavoro: essere un Membro del Parlamento per conto del collegio di Norwich North".
Nel maggio 2014, è stata premiata con il Grassroot Diplomat Initiative Award nella categoria "Business Driver" per aver ideato e organizzato la campagna Norwich for Jobs, che avrebbe contribuito alla creazione di 400 posti di lavoro e apprendistati per giovani cittadini del collegio di Norwich North.
È stata Sottosegretario di Stato parlamentare per l'Irlanda del Nord e Assistente del governo Whip per la Camera dei Comuni dal 15 giugno 2017 all'8 gennaio 2018 e Segretaria parlamentare presso l'Ufficio del Gabinetto dal 9 gennaio 2018 al 13 febbraio 2020.
Dal 9 gennaio 2020 al 16 settembre 2021, è stata Sottosegretario di Stato senza portafoglio. 
Dal 6 settembre 2022 al 25 ottobre 2022, è stata Ministro del lavoro e delle pensioni del governo Truss.

## Posizioni politiche
Le posizioni politiche della Smith hanno incluso il sostegno alla riduzione delle tasse, all'aumento dell'IVA e all'opposizione al trattato di Lisbona. Ha sostenuto anche la legalizzazione del matrimonio tra persone dello stesso sesso. Ha indicato Benjamin Disraeli come leader politico che ammira.
Smith era contraria alla Brexit prima del referendum del 2016.

## Vita personale e interessi
Nel 2013, si è sposata a South Runcton con il consulente finanziario Sandy McFadzean. La coppia ha avuto il loro primo figlio nel 2016.
Fra gli interessi che coltiva nel campo sociale c'è quello di volontaria attiva nelle raccolte di fondi per diverse organizzazioni benefiche, tra cui Cancer Research UK e Sport Relief. Per quanto riguarda i suoi interessi sportivi, è un'appassionata ciclista e una giocatrice di badminton. Inoltre le piace disegnare, in particolare la figura umana, ed ha anche posato come modella per alcuni corsi di disegno. 
Si professa atea.